# Гдовка
Гдовка (рус. Гдовка) река је на западу европског дела Руске Федерације. Протиче преко северних делова Псковске области, односно преко територије њеног Гдовског рејна. Притока је Чудског језера, те део басена реке Нарве и Финског залива Балтичког мора.
Свој ток започиње у мочварном подручју Песке тресаве, у централним деловима Гдовског рејона. Укупна дужина водотока је 23 km, а површина сливног подручја 150 km². Углавном тече у смеру севера и северозапада. Протиче кроз језеро Антухново.
На њеним обалама налази се град Гдов, те засеоци Устје и Јеврејно.